# Ла Мудица (Сасари)
Ла Мудица је насеље у Италији у округу Сасари, региону Сардинија.
Према процени из 2011. у насељу је живело 713 становника. Насеље се налази на надморској висини од 75 м.